# Pan Bóg śpi na Mazurach

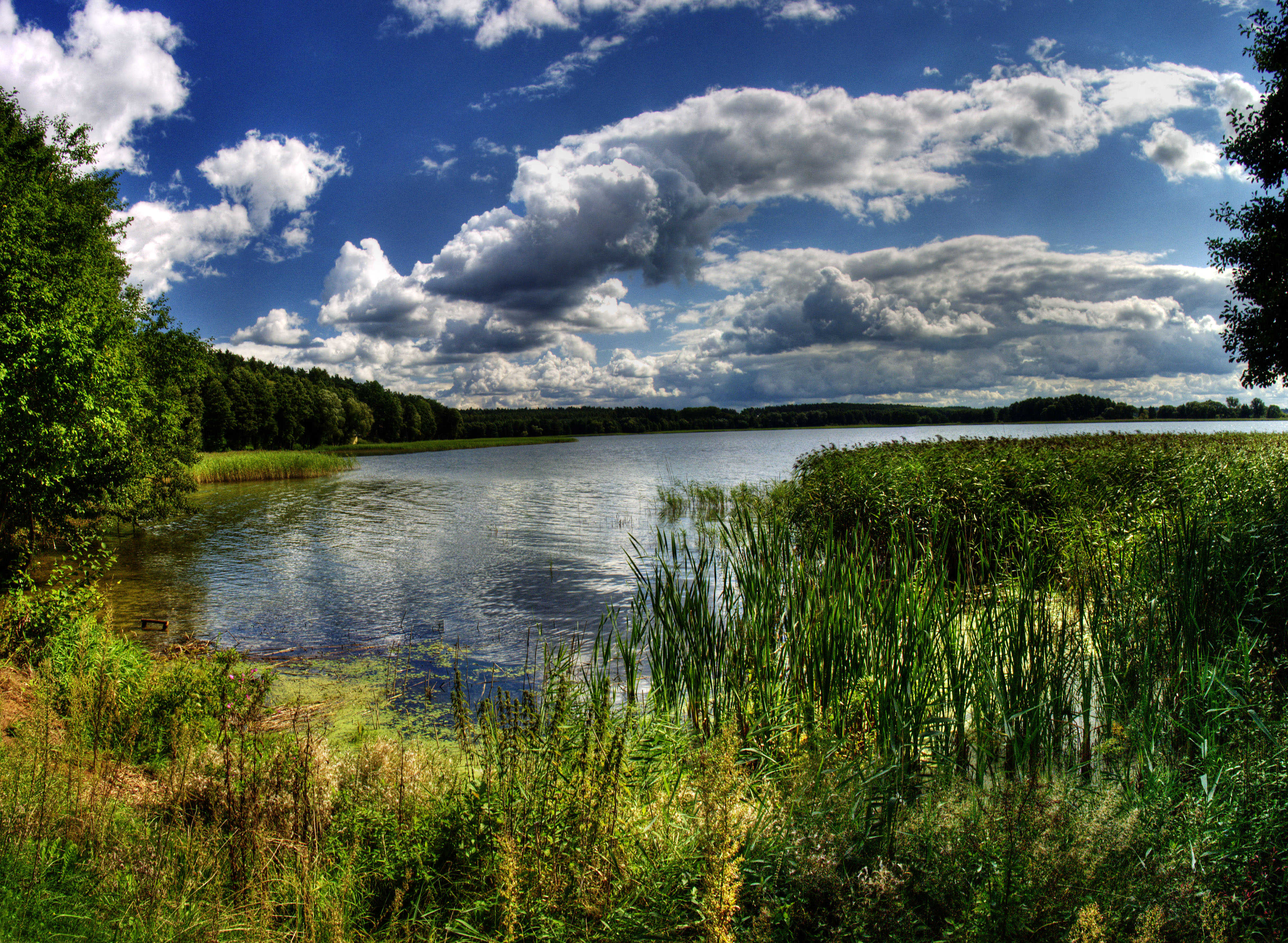
Przyroda Mazur jest jednym z bohaterów powieści

Pan Bóg śpi na Mazurach (tytuł oryginalny, niem.: Gott schläft in Masuren) – powieść Hansa Hellmuta Kirsta z 1956, przetłumaczona na język polski przez Tadeusza Ostojskiego.

## Treść
Treść książki obraca się wokół zasadniczej osi, którą jest stosunek mieszkańców mazurskiej, fikcyjnej, gminnej wsi Maule (367 mieszkańców) w powiecie olsztyńskim, do jej niekwestionowanego przywódcy, wójta i autorytetu moralnego – Johanna Leberechta. Przez wiele dziesięcioleci, stosunek ten był niezachwiany – Leberecht był panem i władcą, i decydował o wszystkim, co działo się we wsi: udzielał kredytów, doradzał w działaniach gospodarczych, decydował o nauce w szkole, organizacji świadczeń lekarskich, zapomogach, darowiznach i wszystkich innych zachowaniach mieszkańców. Często była to władza twarda, a czasami wykraczała głęboko poza porządek prawny, jednak zapewniała bezpieczeństwo zbiorowości, stabilność i życie zgodne z naturą.
Leberecht: Człowiek tak naprawdę może żyć tylko w warunkach wolności. Temu też poświęciłem całe moje lata, swoją zasobność i osobiste życie. Byliśmy szczęśliwi w Maulach, z dala od wielkich miast i gwarnych targowisk. Stworzyliśmy tu nasz własny świat. Nie był na Boga, doskonały, ale był piękny. Zawsze powtarzaliśmy sobie, że jeśli Bóg sypia gdziekolwiek, jeśli gdziekolwiek może położyć się w spokoju, to tylko u nas, w najodleglejszym zakątku Mazur.
Cały ten wypracowany porządek zburzony został latem 1933, kiedy to do władzy doszli naziści, a we wsi zaszła konieczność założenia gminnego koła NSDAP. Leberecht, niechętny wszelkim prądom płynącym z miast (których symbolem jest lokalna metropolia – Olsztyn) i w ogóle ze świata, postanawia podjąć ruch uprzedzający i założyć koło partyjne złożone wyłącznie ze swoich zauszników, tak aby kontrolować sytuację na starych zasadach. W naiwności sądzi, że będzie w stanie oprzeć się wszechogarniającemu ruchowi i wyjść bez moralnego szwanku, nie mogąc wiedzieć, że hitleryzm nie był już możliwy do okpienia.
Powieść skupia się na ukazaniu rozpadu tradycyjnej społeczności, opartej na lokalnym przywództwie, wobec nowego i bardzo silnego prądu płynącego z zewnątrz, który to prąd wyzwala w ludziach, dotąd tłamszonych, ogromne pokłady woli działania i wzięcia odwetu za wcześniej doznany ucisk.
Dodatkowym wątkiem, wokół którego toczy się akcja jest zabójstwo rolnika Materny (jak się potem okazuje protoplasty lokalnego ruchu nazistowskiego) i prowadzone w tej sprawie dochodzenie przez przysłanego w tym celu żandarma Thielego, który na kartach książki przechodzi ewolucję od bezdusznego (ale też niezaangażowanego partyjnie) służbisty ogarniętego manią awansu do człowieka dostrzegającego ważne ludzkie problemy i złożoność świata.
Leberecht: A my kruszejemy. Już nie myślimy o wszystkich, wielu zaś zaczyna myśleć tylko o sobie. Działają w grupach, we wspólnotach interesów. Rozpoczyna się walka każdego przeciwko każdemu. To jest tak, jakby ziemia umykała nam spod stóp. Rodzina, której cząstką jesteśmy ulega rozpadowi. Miejsce wspólnoty zajmuje organizacja. Mamy się stać numerami, Thiele. Kartami kartoteki. Nawozem. Ale po co, Thiele? Po co?.
W powieści ważną rolę odgrywa nieskażona przyroda (np. fikcyjne jezioro Policzek), która jest ostoją mieszkańców wsi i chroni ich przed miejskim zepsuciem. Ma kształt wysublimowany i oczyszczony z problemów. Według Tadeusza Ostojskiego powieść czerpie wiele elementów z ducha Ernsta Wiecherta, piewcy mazurskiej przyrody. Kirst pochodził z tego samego rejonu i wiele opisów to w istocie wspomnienia z dzieciństwa.

## Bohaterowie
Oprócz Leberechta i Thielego, do głównych bohaterów należą:
- Elfriede Materna – żona zabitego Materny, później kochanka Thielego,
- pastor Bachus – koniunkturalnie nastawiony miejscowy przedstawiciel kleru,
- Alfred Leberecht – syn skłócony z ojcem, trzymający w tajemnicy dziecko, które ma w Olsztynie,
- Ewa Thiele – córka żandarma, zakochana w Alfredzie (stopniowo z coraz większą wzajemnością),
- szynkarz Nowakowski (później Nowak, zmienił nazwisko na bardziej nordyckie) – przywódca (orstgruppenleiter) koła NSDAP, zafascynowany swoją rolą (My tu jednak jesteśmy Niemcami. Rdzennymi Niemcami. I chcemy to publicznie potwierdzić. Odtąd nazywam się więc Nowak),
- rzeźnik Matzek – czołowy krytyk nazizmu i Hitlera (Matzek do Nowakowskiego o partii: Jak długo chcesz nas trzymać przy tym baranim łajnie?),
- kupiec Wengler – lokalny handlarz,
- nauczyciel Neuberich – propagandzista partii, wcześniej pedofil (sprawę zatuszował Leberecht),
- Frycio Grzesz – pijak i przyjaciel Leberechta jeszcze z dzieciństwa,
- gorzelniany Schwesig – czołowy poplecznik Leberechta i przywódca lokalnego SA,
- rolnik Grabowski (później Grabow) – prymitywny, żądny ręki Elfridy Materny, karierowicz,
- doktor Gensfleich – dyspozycyjny lekarz gminny, wyznający teorie narodowosocjalistyczne.